# Длина кривой

Приближение длины дуги эллипса с помощью ломаных

Длина́ криво́й (или, что то же, длина́ дуги́ криво́й) — числовая характеристика протяжённости этой кривой. Исторически вычисление длины кривой  называлось спрямлением кривой (от лат. rectificatio, спрямление).

## Определение

Длина дуги циклоиды (s) в зависимости от её параметра (θ)

Для евклидова пространства длина отрезка кривой определяется как точная верхняя грань длин вписанных в кривую ломаных.

Приближение кривой ломаными

Например, пусть непрерывная кривая {\displaystyle \gamma } в трёхмерном пространстве задана параметрически:
| {\displaystyle x=x(t),\quad y=y(t),\quad z=z(t),} | (1) |
где {\displaystyle a\leqslant t\leqslant b}, все три функции непрерывны и нет кратных точек, то есть разным значениям {\displaystyle t} соответствуют разные точки кривой. Построим всевозможные разбиения параметрического интервала {\displaystyle [a,b]} на {\displaystyle m} отрезков: {\displaystyle a=t_{0}<t_{1}<\dots <t_{m}=b}. Соединение точек кривой {\displaystyle \gamma (t_{0}),\dots ,\gamma (t_{m})} отрезками прямых даёт ломаную линию. Тогда длина отрезка кривой определяется как точная верхняя грань суммарных длин всех таких ломаных.

### Связанные определения
- Всякая кривая имеет длину, конечную или бесконечную. Если длина кривой конечна, то говорят, что кривая спрямляемая, в противном случае — неспрямляемая. Снежинка Коха — классический пример ограниченной, но неспрямляемой кривой; более того, любая, сколь угодно малая её дуга неспрямляема[3].
- Параметризация кривой длиной её дуги называется естественной.
- Кривая есть частный случай функции из отрезка в пространство. Вариация функции, определяемая в математическом анализе, является обобщением длины кривой (см. ниже).

## Свойства
- Если все функции в (1) являются функциями ограниченной вариации, то длина кривой существует и конечна.
- В математическом анализе выводится формула для вычисления длины {\displaystyle s} отрезка кривой, заданной уравнениями (1), при условии, что все три функции непрерывно дифференцируемы:

| {\displaystyle s=\int \limits _{a}^{b}{\sqrt {{x'}^{2}(t)+{y'}^{2}(t)+{z'}^{2}(t)}}\,dt.} | (2) |
Формула подразумевает, что {\displaystyle a\leqslant b} и длина отсчитывается в сторону возрастания параметра t. Если рассматриваются два разных направления отсчёта длины от точки кривой, то часто удобно приписать дуге на одном из этих направлений знак минус.
В n-мерном случае вместо (2) имеем аналогичную формулу:
{\displaystyle s=\int \limits _{a}^{b}{\sqrt {\sum \limits _{k=1}^{n}{f'_{k}}^{2}(t)}}\,dt.}.
- Если плоская кривая задана уравнением {\displaystyle y=f(x),} где {\displaystyle f} — гладкая функция на отрезке значений параметра {\displaystyle [a,b]}, то длина кривой определяется по формуле:

{\displaystyle s=\int \limits _{a}^{b}{\sqrt {1+(f'(x))^{2}}}\,dx.}
В полярных координатах {\displaystyle (r,\varphi )}:
{\displaystyle s=\int \limits _{a}^{b}{\sqrt {r^{2}+\left({\frac {dr}{d\varphi }}\right)^{2}}}\,d\varphi .}
- Формула Крофтона позволяет связать длину кривой на плоскости и интеграл числа её пересечений с прямыми по естественной мере на пространстве прямых.

## История
Задача спрямления оказалась гораздо сложнее, чем вычисление площади, и в античные времена единственное успешное спрямление было выполнено для окружности. Декарт даже высказывал мнение, что «отношение между прямыми и кривыми неизвестно и, даже, думаю, не может быть познано людьми». 
Первым достижением стало спрямление параболы Нейла (1657), выполненное Ферма и самим Нейлом. Вскоре была найдена длина арки циклоиды (Рен, Гюйгенс). Джеймс Грегори (ещё до открытия математического анализа) создал общую теорию нахождения длины дуги, которая немедленно была использована для различных кривых.

## Вариации и обобщения

### Риманово пространство
В n-мерном римановом пространстве с координатами {\displaystyle x^{1}\cdots x^{n}} кривая задаётся параметрическими уравнениями:
| {\displaystyle x^{i}=x^{i}(t).} | (3) |
Длина кривой в римановом пространстве задаётся формулой:
{\displaystyle s=\int \limits _{a}^{b}{\sqrt {g_{ij}{dx^{i} \over dt}{dx^{j} \over dt}}}\,dt},
где {\displaystyle g_{ij}} — метрический тензор.
Пример: кривая на поверхности в {\displaystyle \mathbb {R} ^{3}}.

### Общее метрическое пространство
В более общем случае произвольного метрического пространства {\displaystyle (X,\rho )} длиной {\displaystyle S} кривой называется вариация задающего кривую отображения, то есть длина кривой {\displaystyle \gamma :[a,b]\to X} определяется согласно формуле:
{\displaystyle s=\sup \sum \limits _{k=0}^{m}\rho (\gamma (x_{k+1}),\gamma (x_{k})),}
где верхняя грань берётся, как и ранее, по всем разбиениям {\displaystyle a=x_{0}<x_{1}<\dots <x_{m}=b} отрезка {\displaystyle [a,b]}.